# Popovice (district d'Uherské Hradiště)
Pour les articles homonymes, voir Popovice.
Popovice (en allemand : Popowitz, précédemment Poppowitz) est une commune du district d'Uherské Hradiště, dans la région de Zlín, en République tchèque. Sa population s'élevait à 1 029 habitants en 2020.

## Géographie
Popovice se trouve à 3 km au sud-est du centre d'Uherské Hradiště, à 22 km au sud-sud-ouest de Zlín, à 69 km à l'est-sud-est de Brno et à 251 km au sud-est de Prague.
La commune est limitée par Kněžpole et Mistřice au nord, par Hradčovice à l'est, par Veletiny et Podolí au sud, et par Uherské Hradiště à l'ouest.

## Histoire
La première mention écrite du village date de 1220.